# Tondo

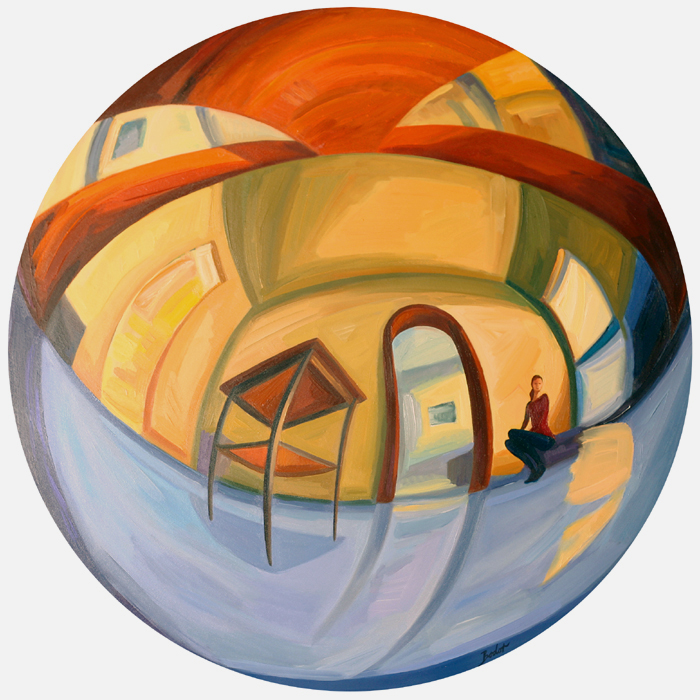
Bodor Lilla
Nagyszoba kis nővel

Tondo (olasz szó, a. m. kerek): kör formájú dombormű vagy festmény, főleg az olasz kora reneszánsz (quattrocento) idején kezdték alkalmazni, a 15. és 16. században élte virágkorát. 

## Előfordulása
Az épületszobrászatban az ókortól napjainkig gyakoriak a tondók, a római diadalíveken előszeretettel alkalmazták, ha gyorsan kellett emelni egy új diadalívet az új császári győzelemhez, akár át is vitték például a tondókat a régi kapukról az újra, mert nem volt már idő új díszek megfaragásához. A barokk és a historizáló építészet is alkalmazott tondókat főleg előcsarnokokban, eresz vagy tető alatt. A tondo a modern formaművészetben (design) is nagy szerepet játszik, a folyamatosan élő éremművészetben szintén.

## Galéria

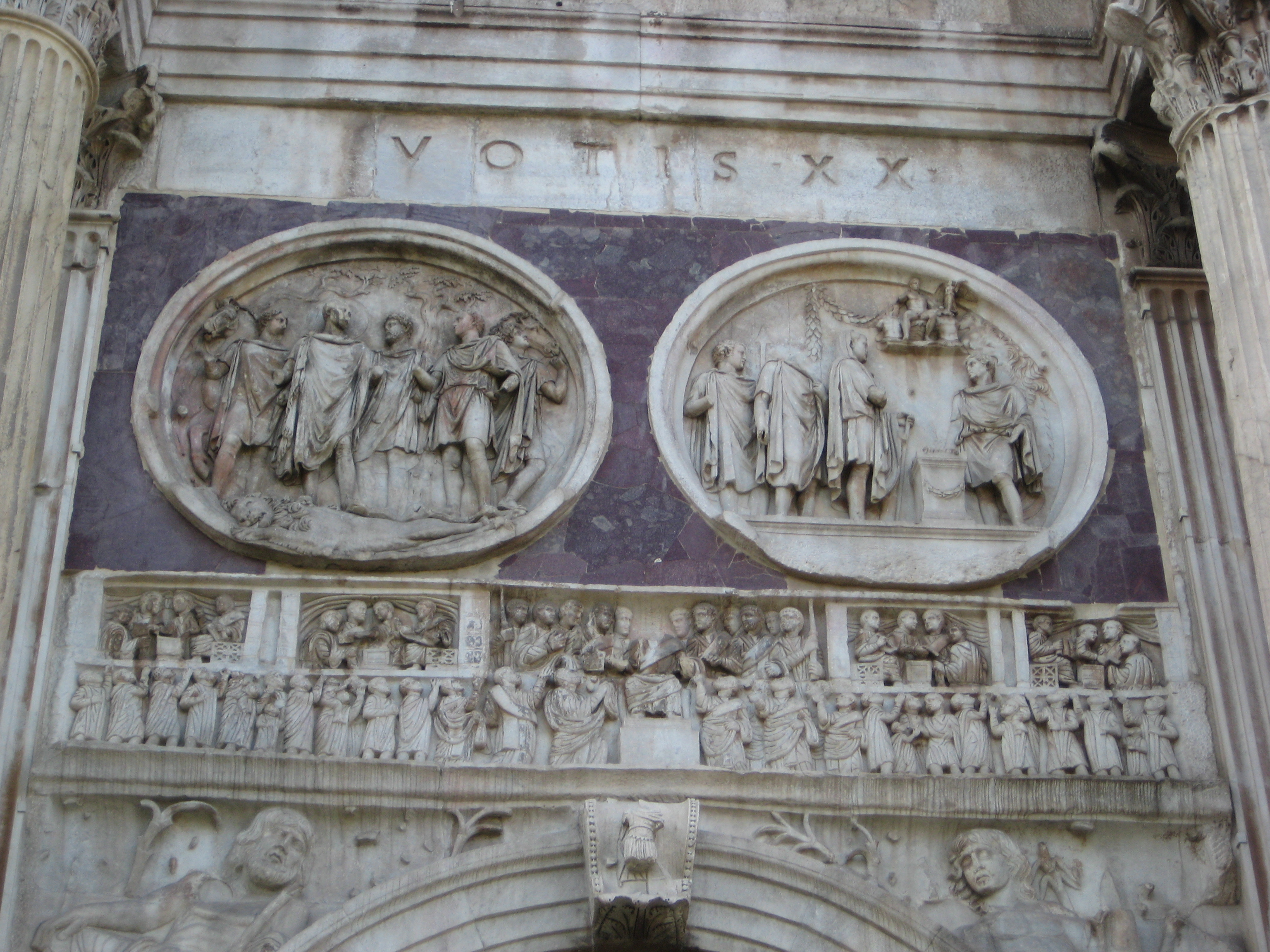
Tondók az ókori római dialalíven
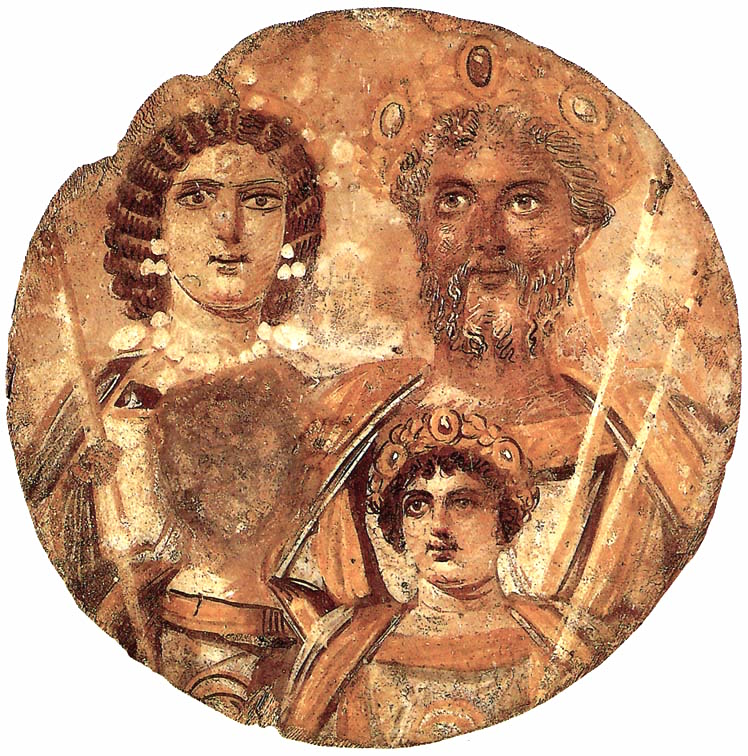
Severan dinasztia családi tondója (193–211; Állami Múzeum, Berlin)
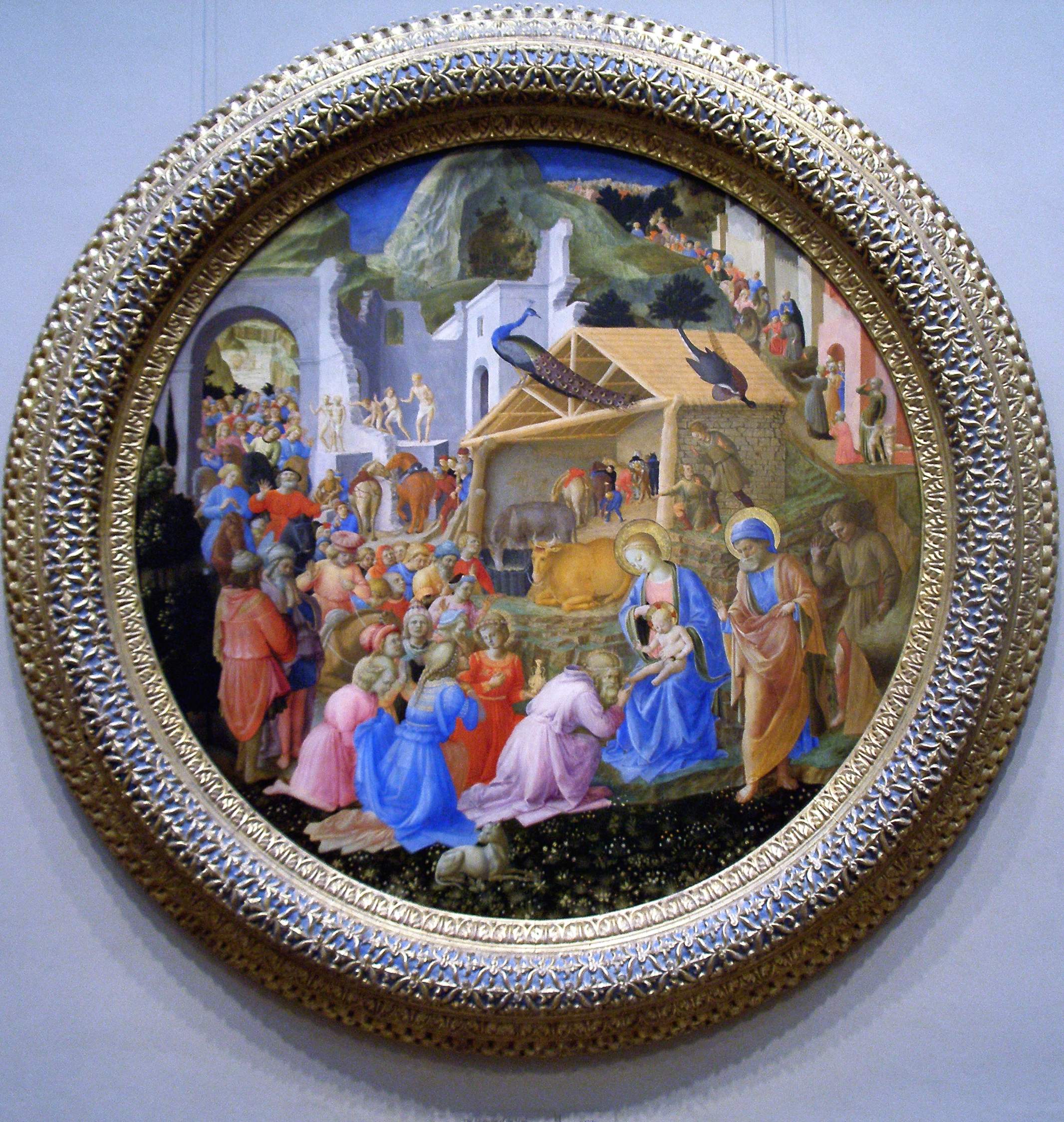
Fra Filippo Lippi: Királyok imádása (1445)
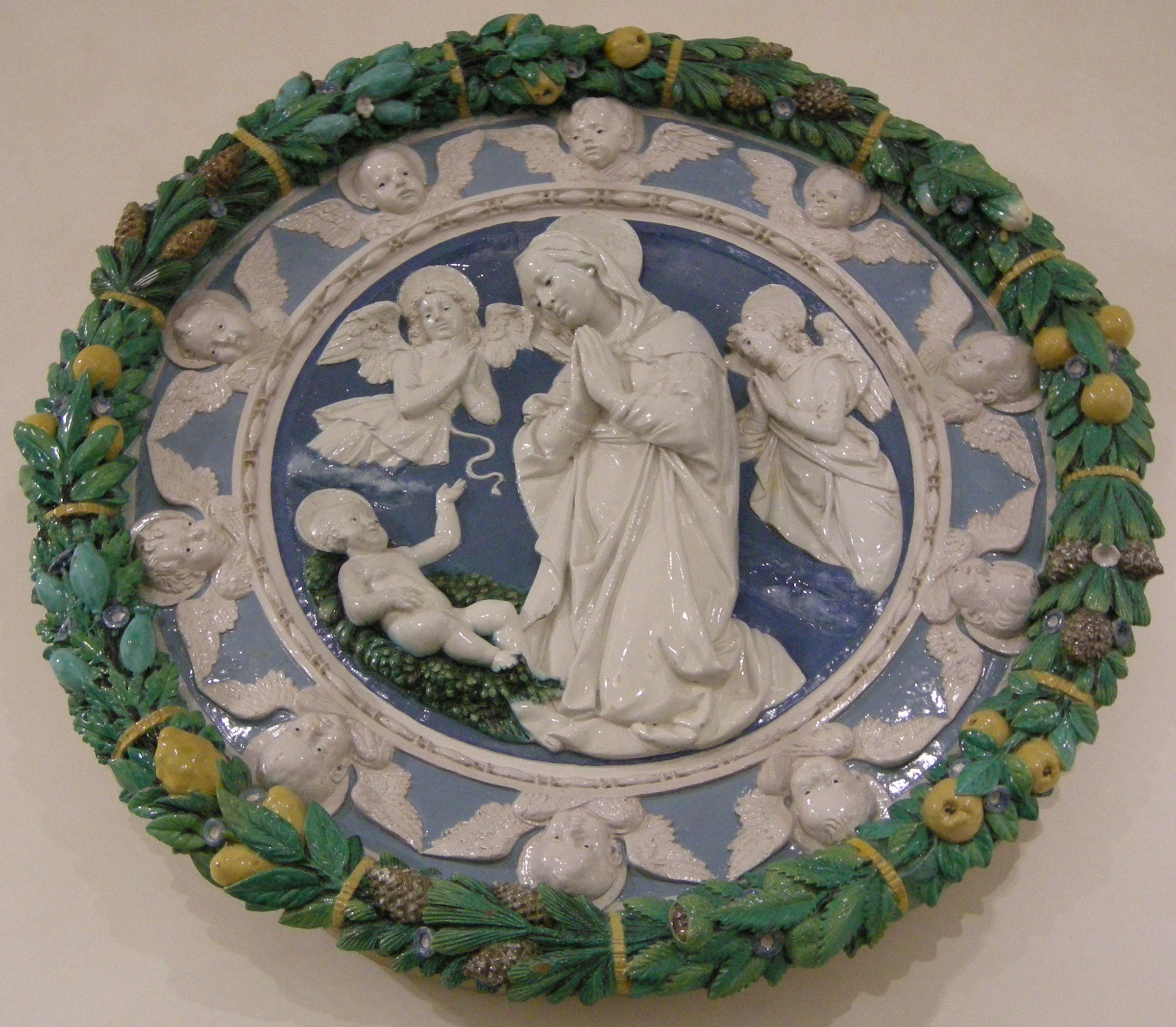
Andrea della Robbia: Mária a gyermek Jézussal és angyalokkal (1495)
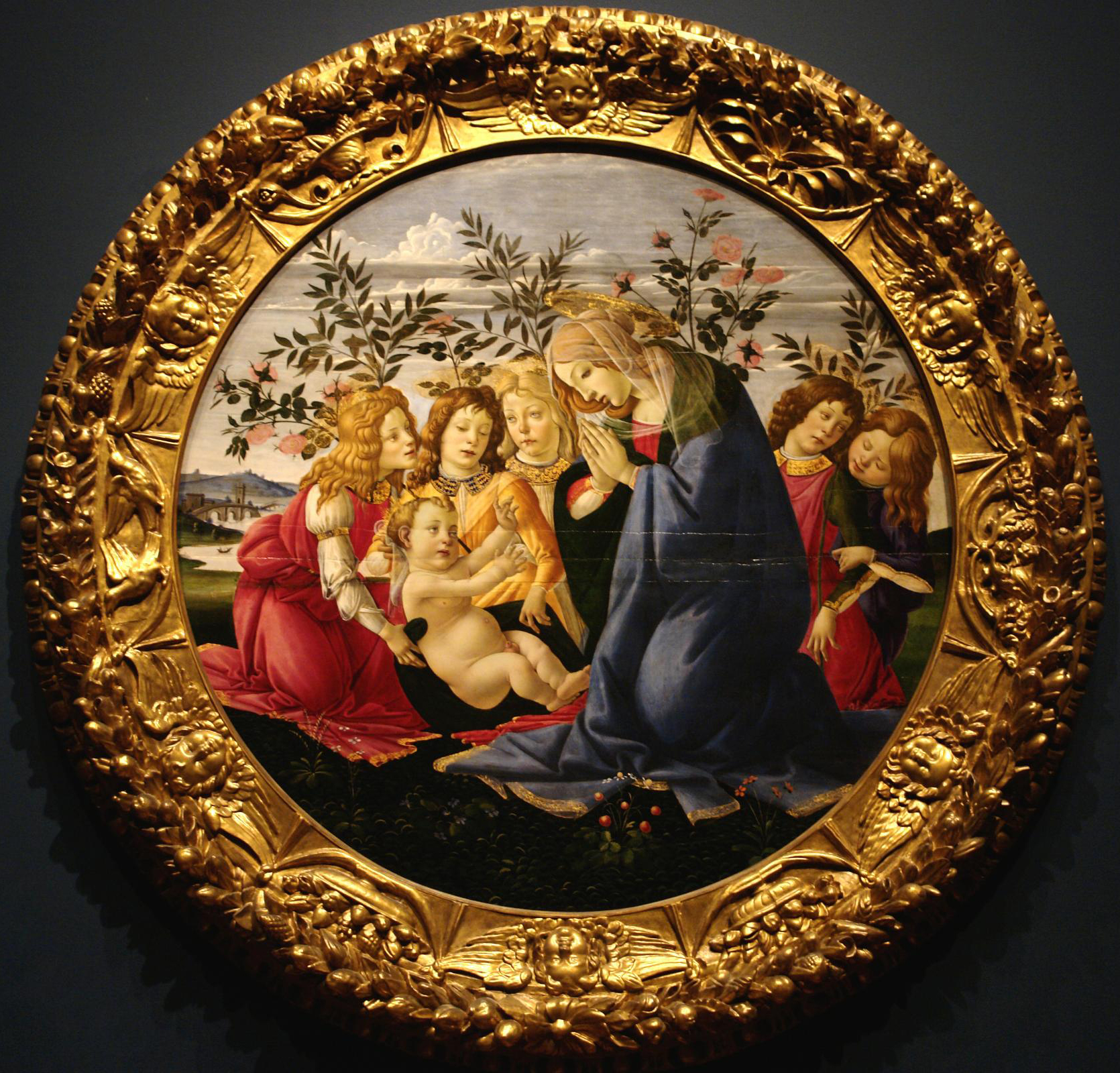
Botticelli: Mária a gyermek Jézussal és öt angyallal (1485–90)
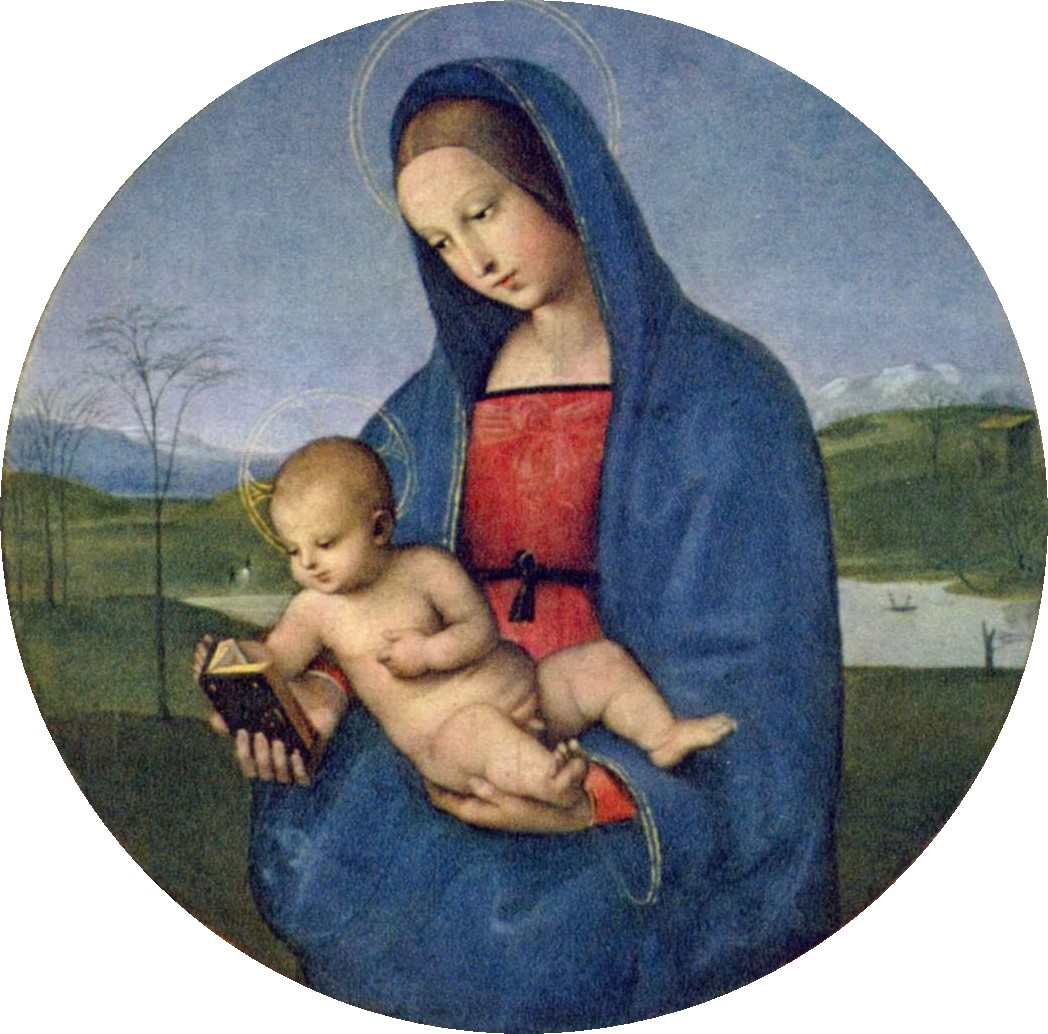
Raffaello: Mária a gyermek Jézussal (1504)
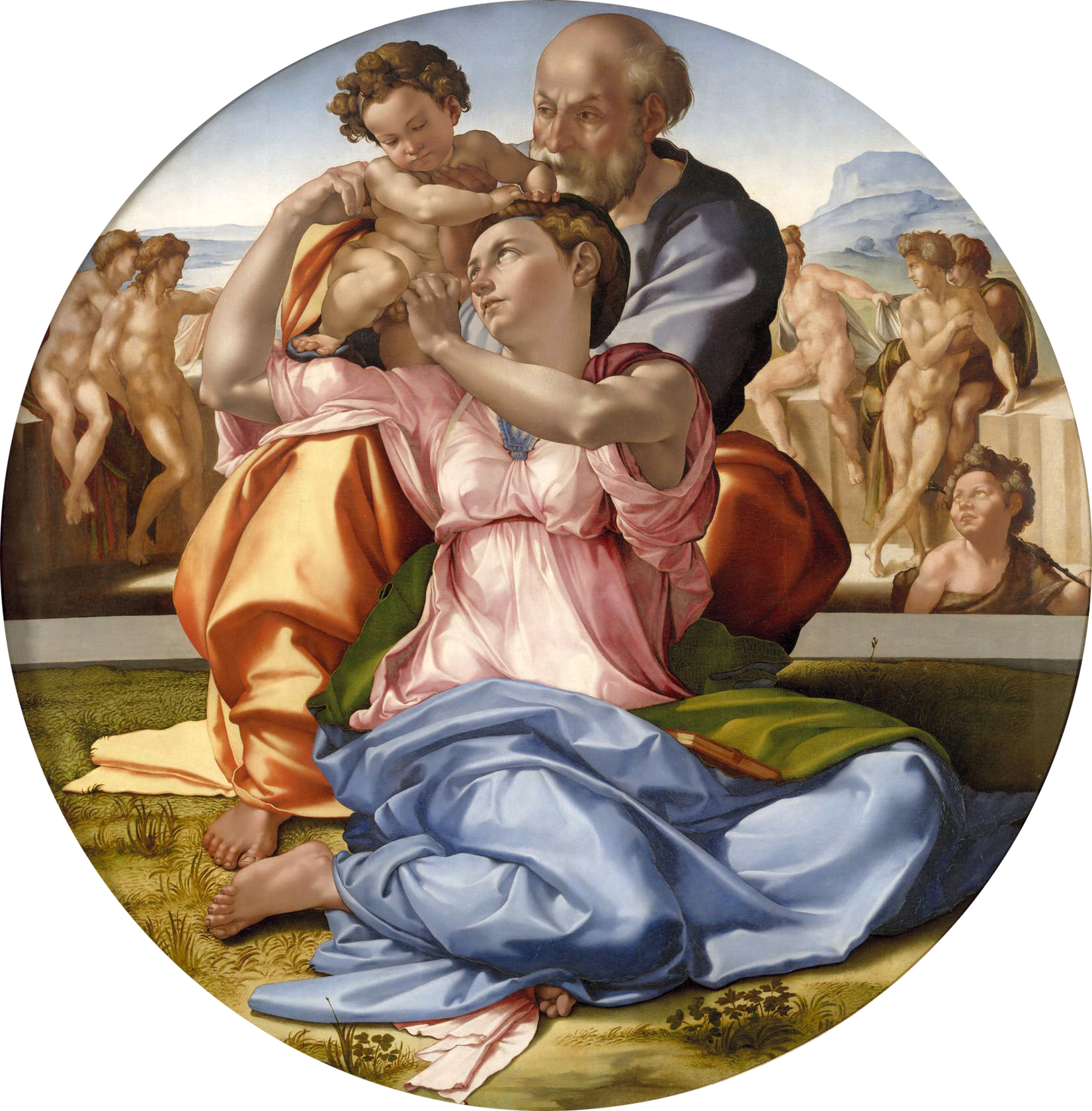
Michelangelo Buonarroti: Szent Család (Doni-tondo, 1506–08)
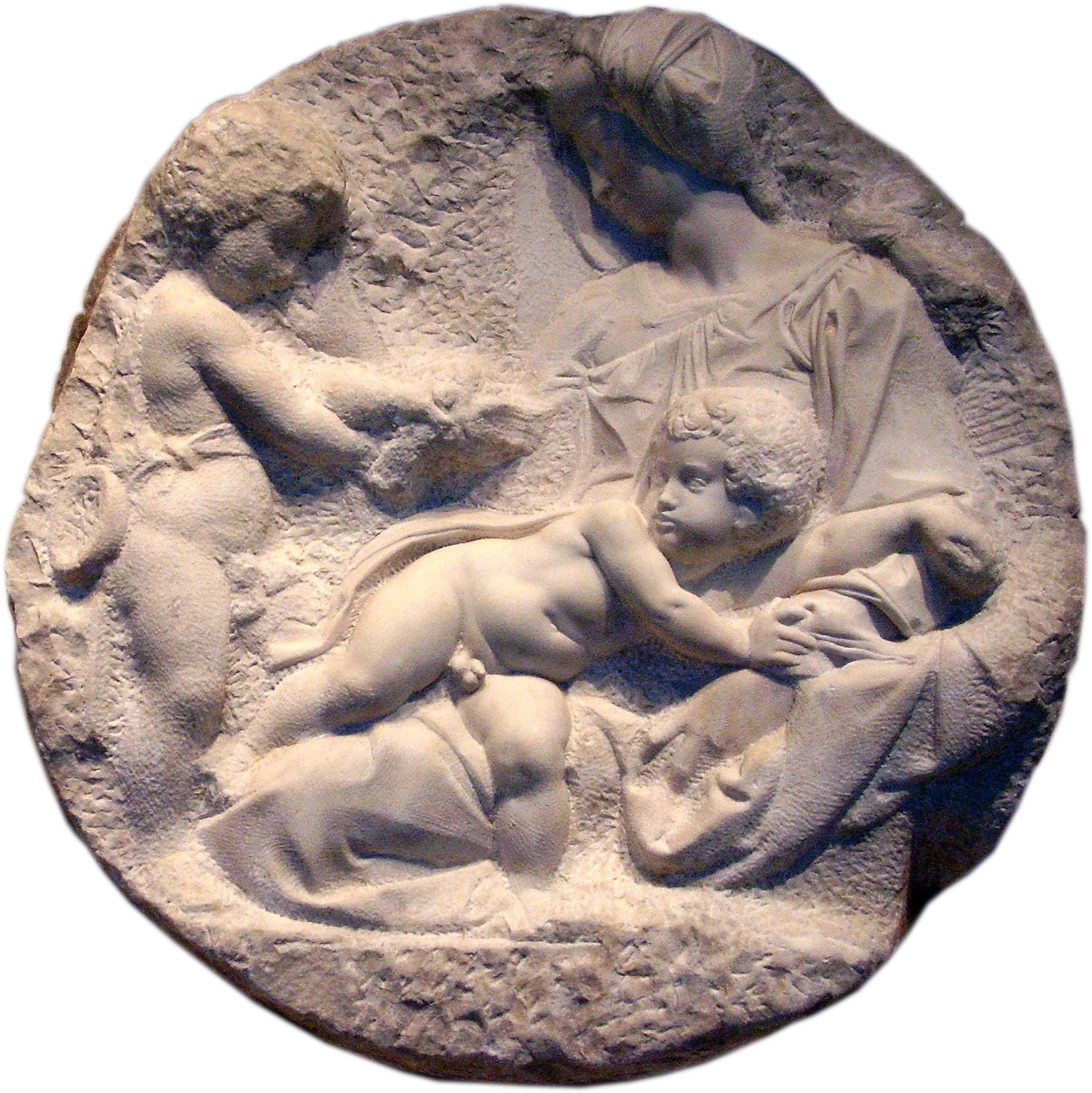
Michelangelo: Taddei-tondo Királyi Művészeti Akadémia, (London)
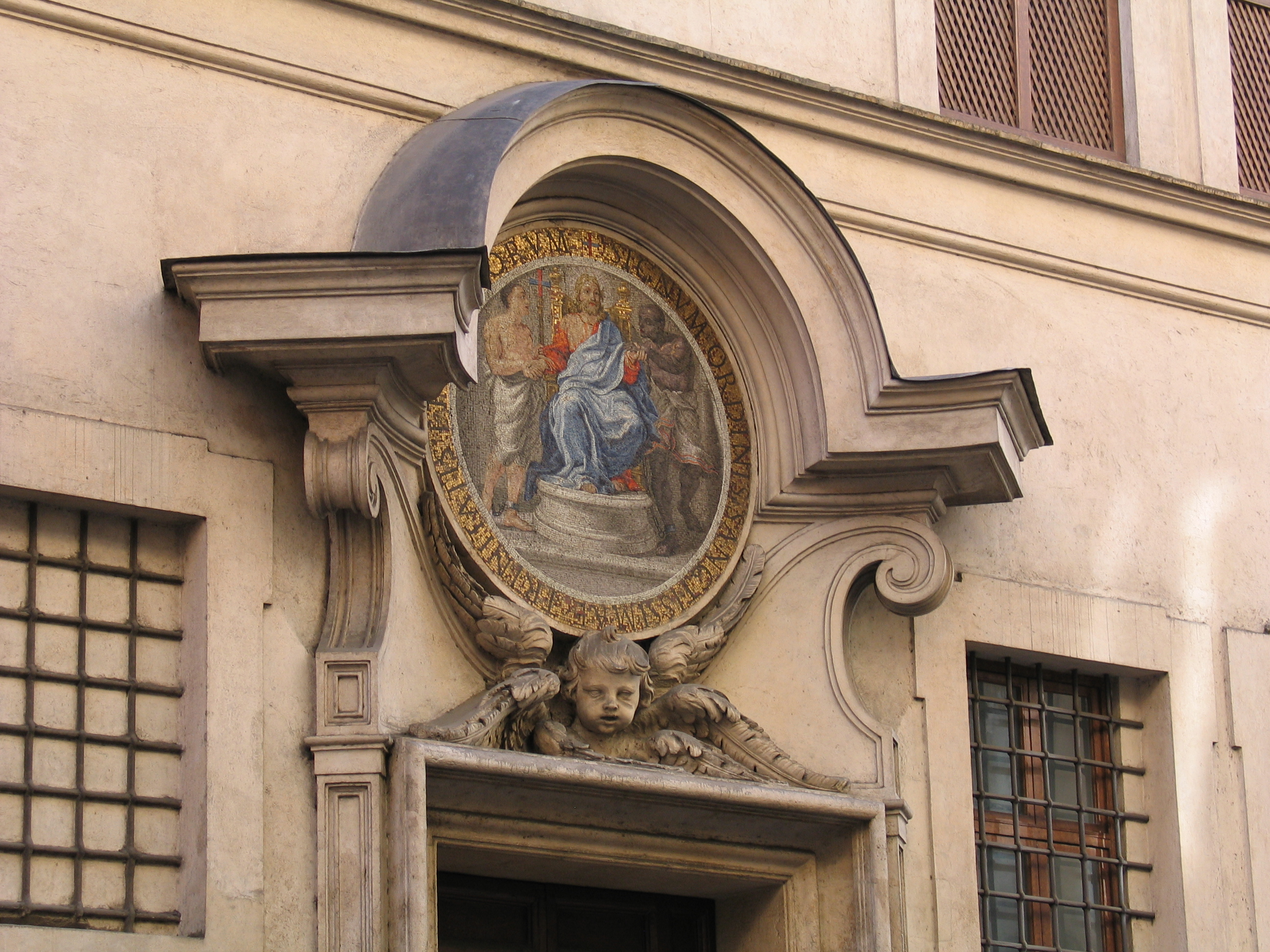
Mozaik a San Carlo-kolostor bejárata felett (1634–37)
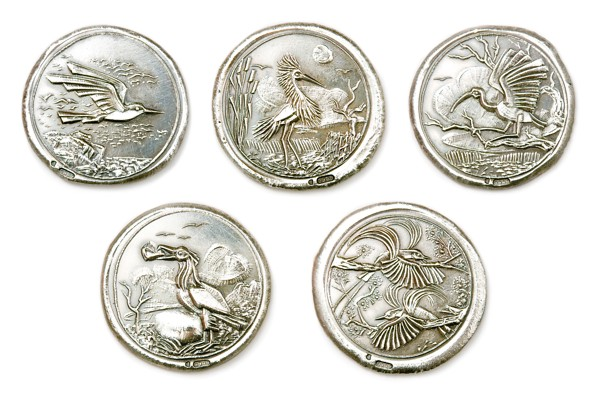
Ifj. Szlávics László: Madarak (1988; vert ezüst éremsorozat)
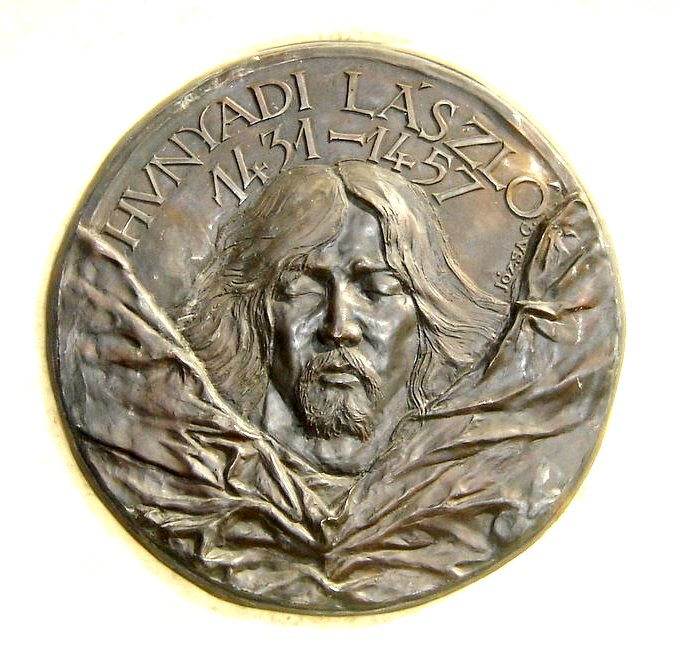
Józsa Gábor: Hunyadi László portré-tondo, 2001
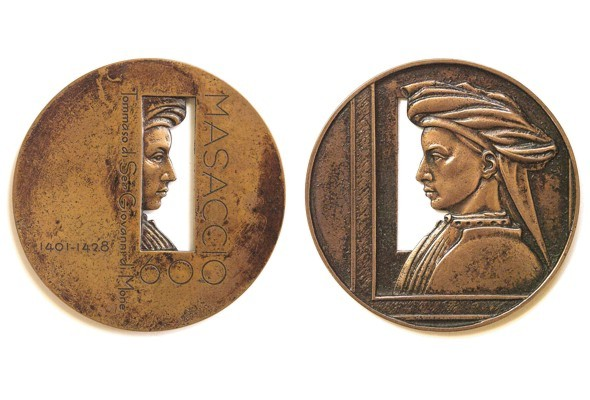
Szlávics László, ifj.: Masaccio-emlékérem (2002; öntött bronz)